# Gracixalus
Gracixalus es un género de anfibios anuros de la familia Rhacophoridae. Sus especies se distribuyen por Vietnam, extremo sur de China y Tailandia; también podría haber en las zonas adyacentes de Laos, Camboya y el este de la India.

## Lista de especies
El género incluye las siguientes 15 especies según ASW:
- Gracixalus carinensis (Boulenger, 1893).
- Gracixalus gracilipes (Bourret, 1937).
- Gracixalus huaping Luo, Zhang, Pan & Yu, 2025[2]
- Gracixalus jinxiuensis (Hu, 1978).
- Gracixalus lumarius Rowley, Le, Dau, Hoang & Cao, 2014.[3]
- Gracixalus medogensis (Ye & Hu, 1984).[4]
- Gracixalus nonggangensis Mo, Zhang, Luo, Zhou & Chen, 2013.[5]
- Gracixalus patkaiensis Boruah, Deepak, Patel, Jithin, Yomcha & Das, 2023.[6]
- Gracixalus quangi Rowley, Dau, Nguyen, Cao & Nguyen, 2011.[7]
- Gracixalus quyeti (Nguyen, Hendrix, Böhme, Vu & Ziegler, 2008).
- Gracixalus seesom Matsui, Khonsue, Panha & Eto, 2015.[8]
- Gracixalus supercornutus (Orlov, Ho & Nguyen, 2004).
- Gracixalus truongi Tran, Pham, Le, Nguyen, Ziegler & Pham, 2023.[9]
- Gracixalus waza Nguyen, Le, Pham, Nguyen, Bonkowski & Ziegler, 2013.[10]
- Gracixalus weii Liu, Peng, Wang, Feng, Shen, Li, Chen, Su & Tang, 2025[11]

## Publicación original
- Delorme, M., A. Dubois, S. Grosjean & A. Ohler. 2005. Une nouvelle classification générique et subgénérique de la tribu des Philautini (Amphibia, Anura, Ranidae, Rhacophorinae). Bulletin mensuel de la Société linnéenne de Lyon, vol. 74, n. 5, pp. 165-171 (texto íntegro Archivado el 18 de abril de 2015 en Wayback Machine.).